# Бутовичеське
Бутови́чеське — село в Україні, у Гадяцькій міській громаді Миргородського району Полтавської області. Колишній орган місцевого самоврядування Харковецька сільська рада. Станом на 1 січня 2008 року в селі нараховувалось 26 дворів, проживало 42 особи.

## Географія
Розташоване за 20 км від центру громади, за 18 км від залізничної станції Гадяч та за 182 км від Полтави. За 0.5 км села Круглик та Кияшківське.
По селу тече струмок, що пересихає із заґатою.

## Історія
- 1680 — заснування.
- Село постраждало внаслідок геноциду українського народу, проведеного окупаційним урядом СРСР 1923-1933 та 1946-1947 роках[джерело?].